# Leptosphaeria robusta
Leptosphaeria robusta är en svampart som först beskrevs av Strasser, och fick sitt nu gällande namn av E. Müll. 1950. Leptosphaeria robusta ingår i släktet Leptosphaeria och familjen Leptosphaeriaceae.   Inga underarter finns listade i Catalogue of Life.